# Bothal Castle
Bothal Castle är ett slott i Storbritannien.   Det ligger i grevskapet och kommunen Northumberland i riksdelen England, i den centrala delen av landet, 400 km norr om huvudstaden London. Bothal Castle ligger 17 meter över havet.
Terrängen runt Bothal Castle är huvudsakligen platt. Bothal Castle ligger nere i en dal. Runt Bothal Castle är det tätbefolkat, med 913 invånare per kvadratkilometer. Närmaste större samhälle är Whitley Bay, 18,5 km sydost om Bothal Castle. Trakten runt Bothal Castle består i huvudsak av gräsmarker.